# 이와나가 히로아키

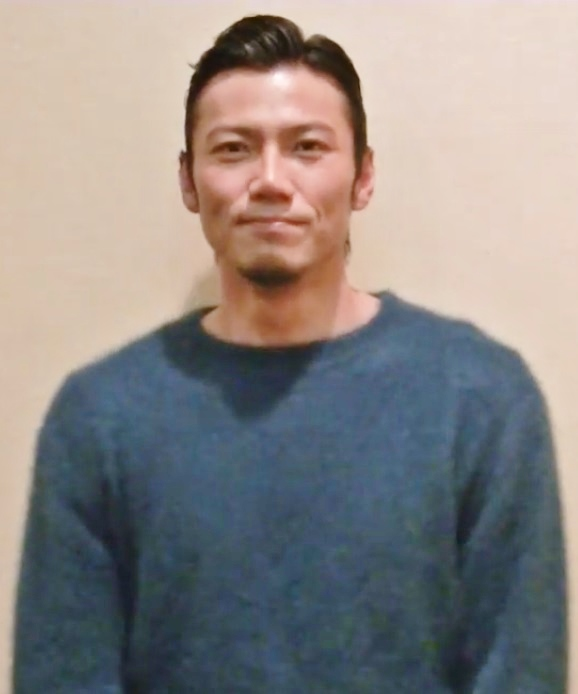

이와나가 히로아키(Hiroaki Iwanaga, 1979년 11월 23일 ~ )는 일본의 배우, 모델, 텔레비전 배우이다.
하사미정에서 태어났다.

## 방송
- 모브 사이코 100
- 전국 바사라 -MOONLIGHT PARTY-
- 신부 포렴 시즌2
- 가면라이더 오즈
- 마마는 뉴하프

## 영화
- 타로탐정 밥 니시다 (2016년)
- 아이언걸2 - 얼티메이트 웨폰 (2015년)
- 우주형사 갸반 더 무비 (2012년)
- 전국 바사라 -MOONLIGHT PARTY- (2012년)
- 베르세르크 황금 시대 편 II 도루도레이 공략 (2012년) - 가츠 목소리 역
- 베르세르크 황금 시대 편 I 패왕의 알 (2012년)
- 극장판 베르세르크: 황금 시대편Ⅲ - 강림 (2012년) - 가츠 목소리 역
- 극장판 가면라이더 오즈 원더풀: 장군과 21개의 코어 메달 (2011년) - 아키라 역